# Monte Pollino
Monte Pollino to masyw górski w Apeninach Południowych, na granicy Kalabrii i Basilicaty, we Włoszech. Od 1992 r. jest częścią Parku Narodowego Pollino.
Główne szczyty masywu to: Pollino (2248 m) i Serra Dolcedorme (2267 m), górujące nad równinami Sibari.